# Lijst van voetbalinterlands Albanië - Cyprus (vrouwen)
Deze lijst van voetbalinterlands is een overzicht van alle officiële voetbalwedstrijden tussen de nationale vrouwenteams van Albanië en Cyprus. De landen hebben tot nu toe twee keer tegen elkaar gespeeld.

## Wedstrijden
| № | Plaats  | Datum            | Competitie           | Wedstrijd        | Uitslag |
| - | ------- | ---------------- | -------------------- | ---------------- | ------- |
| 1 | Larnaca | 11 maart 2020    | EK 2022 kwalificatie | Cyprus − Albanië | 0 − 2   |
| 2 | Shkodër | 27 november 2020 | EK 2022 kwalificatie | Albanië − Cyprus | 4 − 0   |

## Samenvatting
| Competitie      | Totaal gespeeld | Winst Albanië | Gelijk | Winst Cyprus | Doelsaldo Albanië – Cyprus |
| --------------- | --------------- | ------------- | ------ | ------------ | -------------------------- |
| EK kwalificatie | 2               | 2             | 0      | 0            | 6 − 0                      |
| Totaal          | 2               | 2             | 0      | 0            | 6 − 0                      |